# 리카이얼
리카이얼(중국어 간체자: 李凯尔, 정체자: 李凱尔, 병음: Lǐ Kǎi'ěr, 한자음: 리개이, 1993년 9월 20일~)은 미국 태생 중화인민공화국의 농구 선수로 포지션은 파워 포워드, 스몰 포워드이다. 현재 전미 농구 협회의 마이애미 히트와 중국 농구 국가대표팀에서 활동하고 있다. 영어 이름은 카일 포먼 앤더슨(영어: Kyle Forman Anderson)이며 '슬로 모(영어: Slow Mo)'라는 별칭을 가지고 있다.
뉴저지주에서 고등학교를 다닐 때 학교팀의 뉴저지주 농구 선수권 대회 2연속 우승에 기여했고 고등학생 마지막 학년에 뉴저지주 올해의 고등학생 농구 선수로 선정되었다. 캘리포니아 대학교 로스앤젤레스에 입학한 후 UCLA 브루인스에서 포워드로 활동하며 대학생 1학년에 팩-12 콘퍼런스 남자 농구 토너먼트 2군에 선정되었다. 2013-14 시즌 2학년에 포인트 가드로 포지션을 바꾼 후 브루인스의 첫 번째 팩-12 콘퍼런스 남자 농구 토너먼트 우승에 기여하며 '2014 팩-12 콘퍼런스 남자 농구 토너먼트 최우수 선수', NCAA 남자 농구 올아메리칸 3군에 선정되었다. 이후 2014년 NBA 드래프트에 참가하여 1라운드 30위로 샌안토니오 스퍼스에 지명되었다. 샌안토니오에서 4시즌을 보낸 후 2018년 멤피스 그리즐리스와 계약했고 4시즌 뒤 2022년 미네소타 팀버울브스와 계약했다. 이후 2024년 골든스테이트 워리어스와 계약을 체결했다.
리카이얼은 미국 U16, U17 농구 국가대표팀 훈련 캠프에 참가한 후 미국 남자 농구 D 국가대표팀과 미국 남자 주니어 국가 선발팀에서 활동했다. 그는 2023년 미국에서 중화인민공화국으로 귀화했고 2023년 FIBA 농구 월드컵에 중화인민공화국 국가대표 선수로 참가했다.

## 어린 시절
리카이얼은 1993년 9월 20일 미국 뉴욕에서 카일 포먼 앤더슨(영어: Kyle Forman Anderson)이라는 이름으로 태어났다. 그는 어릴 때 뉴저지주 노스 버겐에서 자랐고 세 살 때 농구 캠프에 참가하며 농구를 시작했다. 앤더슨의 아버지는 글래스보로 주립대학교의 농구 선수였고 뉴저지에서 오랫동안 고등학교 농구 코치로 활동했다. 그는 아들을 포인트 가드로 키웠지만 그가 센터로만 성장하는 것을 원하지 않았다. 그는 아들을 아마추어 경기 연맹에서 나이 많은 농구 선수들과 함께 뛰게 했고, 일반적으로 농구장에서 가장 작은 선수였던 앤더슨은 키가 큰 팀원들에게 패스하며 포인트 가드 기술을 익혔다.
앤더슨은 고등학생 때 뉴저지주 페어뷰로 이주했고 패터슨 가톨릭 고등학교에서 고등학교 농구 선수 경력을 시작했다. 그는 포인트 가드의 기술을 가졌지만 196cm의 키 때문에 코치들은 그를 윙이나 포스트에서 기용했고 2년 뒤 학교가 폐교되면서 성 앤서니 고등학교로 전학했다. 그는 고등학교 4년 동안 총 119승 6패를 기록했으며 성 앤서니 고등학교에서의 2년 동안 65승 0패를 기록했다. 세인트 앤서니는 뉴저지주 고등학교 운동 연맹 토너먼트 오브 챔피언스(영어: New Jersey State Interscholastic Athletic Association Tournament of Champions)에서 두 시즌 연속 우승을 차지했고 두 번째 시즌에 플레인필드를 66-62로 꺾으며 해당 시즌을 무패 우승으로 마무리했다. 이 경기에서 앤더슨은 14점을 득점하며 팀에서 세 번째로 많은 득점을 기록했다. 그는 해당 시즌에서 경기당 평균 14.7점, 경기당 평균 6.5개의 리바운드, 경기당 평균 3.9개의 어시스트, 경기당 평균 2.0개의 블록과 굴절 수비(영어: deflection를 기록했고 더 스타레저는 그를 뉴저지주 올해의 남자 농구 선수로 선정했다.
앤더슨은 성 앤서니 고등학교에서의 업적으로 퍼레이드 올아메리카 고등학생 농구팀 1군에 선정되었고 맥도날드 올 아메리칸 게임 동부대표팀에 선발되었으며 조던 브랜드 클래식과 나이키 후프 서밋에 초청되었다. 203cm의 그는 스몰 포워드로 분류되었지만 그 자신은 포지션을 포인트 가드로 여겼다. 2012년 대학 농구 선수 리크루트에서 그는 Rivals.com에서 스몰 포워드 부문 랭킹 1위로, ESPN과 Scout.com에서는 샤바즈 무하마드에 이어 랭킹 2위로 평가받았다.